# Larrun

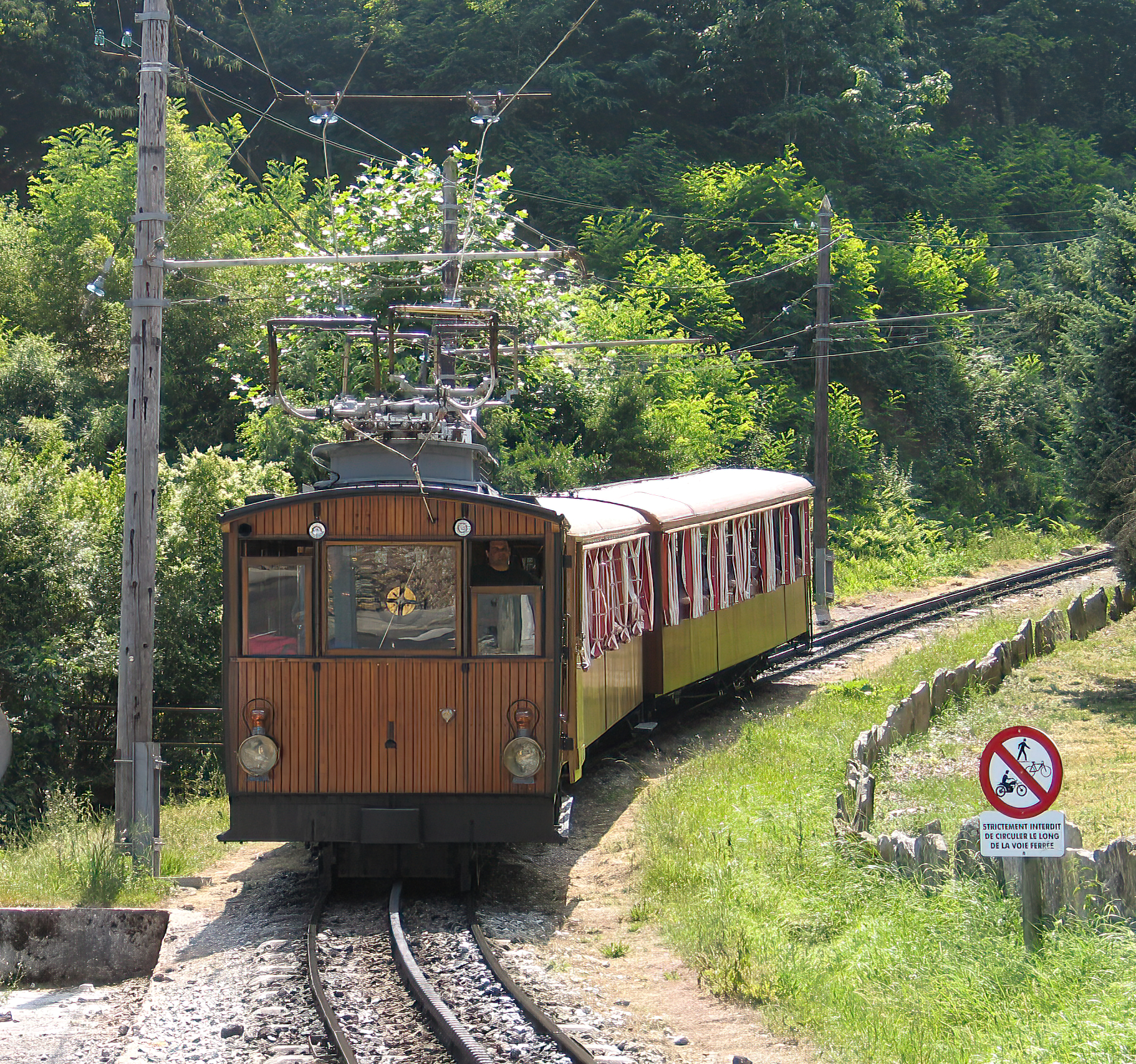
El petit tren de la Rhune

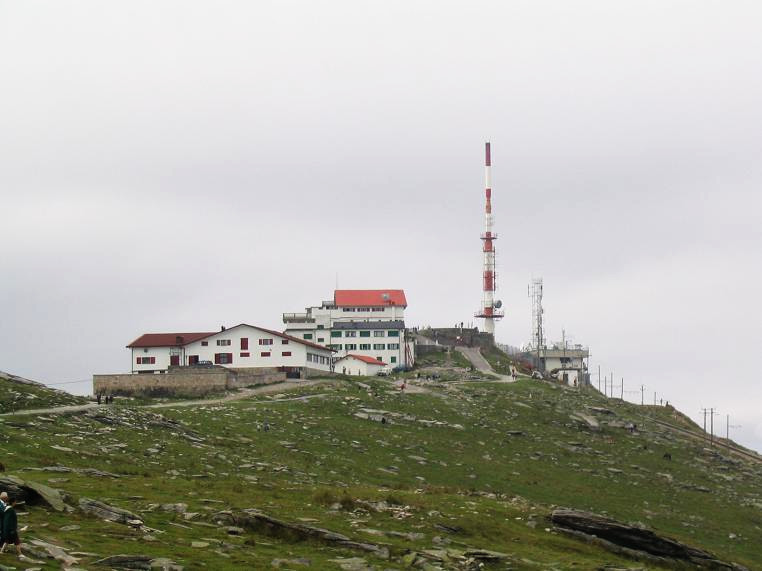
Vista per davall del cim que mostra les seues instal·lacions: brasserie, botigues de records, antena de transmissió

El pic Larrun és un cim situat als Pirineus occidentals, entre els territoris de Navarra i Lapurdi i fronterer entre França i Espanya. La seua alçada és de 905 m. Larrun significa 'bon pasturam' en euskera batua, probablement una etimologia popular; en francès, fins al segle XX Larhune, en l'actualitat La Rhune. Larrun és una destinació turística notable, sobretot des del 1924, gràcies al Petit train de La Rhune, un tren cremallera que surt del coll de Sanit Ignace (entre Azkaine i Sara. El panorama ofereix una vista clara sobre els territoris voltants, fins a les landes occitanes i de l'oceà Atlàntic.